# Söderholmen, Nagu
Söderholmen är en ö nära Nötö i Nagu,  Finland.   Den ligger i Pargas stad i den ekonomiska regionen  Åboland  och landskapet Egentliga Finland. Ön ligger omkring 5 kilometer öster om Nötö, omkring 25 kilometer söder om Nagu kyrka,  59 kilometer sydväst om Åbo och 170 km väster om Helsingfors. Närmaste allmänna förbindelse är förbindelsebryggan vid Kopparholm som trafikeras av M/S Nordep. Arean är 0,14 kvadratkilometer.
Terrängen på Söderholmen är mycket platt. Öns högsta punkt är 19 meter över havet.